# 歐文頓鎮區 (伊利諾伊州華盛頓縣)
歐文頓鎮區（英語：Irvington Township）是位於美國伊利諾伊州華盛頓縣的一個行政鎮區。

## 地方資料
根據2010年美國人口普查的數據，歐文頓鎮區的面積為125.80平方千米，當中陸地面積為125.50平方千米，而水域面積為0.30平方千米。當地共有人口1228人，而人口密度為每平方千米9.76人。